# Vassilios Papageorgopoulos
Vassilios Papageorgopoulos (Salónica, Grecia, 27 de junio de 1947) fue un atleta griego especializado en la prueba de 100 m, en la que consiguió ser medallista de bronce europeo en 1971.

## Carrera deportiva
En el Campeonato Europeo de Atletismo de 1971 ganó la medalla de bronce en los 100 metros lisos, corriéndolos en un tiempo de 10.56 s, llegando a meta tras el soviético Valeriy Borzov que con 10.26 s batió el récord de los campeonatos, y el alemán Gerhard Wucherer (plata con 10.48 s).
Y en el Campeonato Europeo de Atletismo en Pista Cubierta de 1976 ganó la plata en los 60 metros, con un tiempo de 6.67 segundos, tras el soviético Valeriy Borzov (oro con 6.58 segundos que igualaba el récord de los campeonatos).